# Liste des longs métrages colombiens proposés à l'Oscar du meilleur film international
Cet article présente la liste des longs métrages colombiens proposés à l'Oscar du meilleur film international.

## Films proposés par la Colombie
| Année (Cérémonie) | Titre français                             | Titre original                       | Langue(s) | Réalisateur                                 | Résultat       |
| ----------------- | ------------------------------------------ | ------------------------------------ | --- | ------------------------------------------- | -------------- |
| 1981 (53e)        | El inmigrante latino (es)                  | El inmigrante latino (es)            | espagnol | Gustavo Nieto Roa (es)                      | Non nommé      |
| 1985 (57e)        | Les condors n'enterrent pas tous les jours | Cóndores no entierran todos los días | espagnol | Francisco Norden (es)                       | Non nommé      |
| 1987 (59e)        | Tiempo de morir                            | Tiempo de morir                      | espagnol | Jorge Alí Triana (es)                       | Non nommé      |
| 1992 (64e)        | Confesión a Laura (es)                     | Confesión a Laura (es)               | espagnol | Jaime Osorio Gómez (es)                     | Non nommé      |
| 1995 (67e)        | La Stratégie de l'escargot                 | La estrategia del caracol            | espagnol | Sergio Cabrera                              | Non nommé      |
| 1997 (69e)        | Edipo alcalde (es)                         | Edipo alcalde (es)                   | espagnol | Jorge Alí Triana (es)                       | Non nommé      |
| 1998 (70e)        | La Dette (es)                              | La deuda                             | espagnol | Manuel José Álvarez et Nicolás Buenaventura | Non nommé      |
| 1999 (71e)        | La Petite Marchande de roses               | La vendedora de rosas                | espagnol | Víctor Gaviria                              | Non nommé      |
| 2000 (72e)        | Golpe de estadio (es)                      | Golpe de estadio (es)                | espagnol | Sergio Cabrera                              | Non nommé      |
| 2002 (74e)        | La Vierge des tueurs                       | La virgen de los sicarios            | espagnol | Barbet Schroeder                            | Non nommé      |
| 2003 (75e)        | Los niños invisibles (es)                  | Los niños invisibles (es)            | espagnol | Lisandro Duque Naranjo (es)                 | Non nommé      |
| 2004 (76e)        | La primera noche (es)                      | La primera noche (es)                | espagnol | Luis Alberto Restrepo (es)                  | Non nommé      |
| 2005 (77e)        | El rey (es)                                | El rey (es)                          | espagnol | Antonio Dorado                              | Non nommé      |
| 2006 (78e)        | L'Ombre de Bogota                          | La sombra del caminante              | espagnol | Ciro Guerra                                 | Non nommé      |
| 2007 (79e)        | Soñar no cuesta nada (es)                  | Soñar no cuesta nada (es)            | espagnol | Rodrigo Triana (es)                         | Non nommé      |
| 2008 (80e)        | Satanás (es)                               | Satanás (es)                         | espagnol | Andrés Baiz                                 | Non nommé      |
| 2009 (81e)        | Perro come perro (es)                      | Perro come perro (es)                | espagnol | Carlos Moreno                               | Non nommé      |
| 2010 (82e)        | Les Voyages du vent                        | Los viajes del viento                | espagnol, palenquero, wayuu                                                                                                  | Ciro Guerra                                 | Non nommé      |
| 2011 (83e)        | La Barra                                   | El vuelco del cangrejo               | espagnol | Oscar Ruiz Navia                            | Non nommé      |
| 2012 (84e)        | Les Couleurs de la montagne                | Los colores de la montaña            | espagnol | Carlos César Arbeláez                       | Non nommé      |
| 2013 (85e)        | El Cartel de los Sapos (es)                | El Cartel de los Sapos (es)          | espagnol | Carlos Moreno                               | Non nommé      |
| 2014 (86e)        | La Playa DC                                | La Playa DC                          | espagnol | Juan Andrés Arango (es)                     | Non nommé      |
| 2015 (87e)        | Mateo (es)                                 | Mateo (es)                           | espagnol | María Gamboa Jaramillo (es)                 | Non nommé      |
| 2016 (88e)        | L'Étreinte du serpent                      | El abrazo de la serpiente            | cubeo, ocaina, allemand, huitoto bora, andoque, yucuna, muinane, espagnol, ticuna, wanano, catalan portugais, latin, anglais | Ciro Guerra                                 | Nommé          |
| 2017 (89e)        | Alias Maria                                | Alias Maria                          | espagnol | José Luis Rugeles (es)                      | Non nommé      |
| 2018 (90e)        | Pariente (es)                              | Pariente (es)                        | espagnol | Iván Gaona                                  | Non nommé      |
| 2019 (91e)        | Les Oiseaux de passage                     | Pájaros de verano                    | wayuu, espagnol, anglais, damana                                                                                             | Cristina Gallego et Ciro Guerra             | Présélectionné |
| 2020 (92e)        | Monos                                      | Monos                                | espagnol, anglais | Alejandro Landes                            | Non nommé      |
| 2021 (93e)        | L'Oubli que nous serons                    | El olvido que seremos                | espagnol | Fernando Trueba                             | Non nommé      |
| 2022 (94e)        | Memoria                                    | Memoria                              | espagnol, anglais | Apichatpong Weerasethakul                   | Non nommé      |
| 2023 (95e)        | Los reyes del mundo                        | Los reyes del mundo                  | espagnol | Laura Mora (es)                             | Non nommé      |
| 2024 (96e)        | Un varón (es)                              | Un varón (es)                        | espagnol | Fabián Hernández (es)                       | Non nommé      |
| 2025 (97e)        | La Suprema                                 | La Suprema                           | espagnol | Felipe Holguín                              | En attente     |